# Mechanitis acreana
Mechanitis acreana är en fjärilsart som beskrevs av Ferreira d'almeida 1950. Mechanitis acreana ingår i släktet Mechanitis och familjen praktfjärilar. Inga underarter finns listade i Catalogue of Life.